# N555 (België)
De N555 is een gewestweg in België tussen Roisin (N553) en Athis (N549). De weg heeft een lengte van ongeveer 7 kilometer.
De gehele weg bestaat uit twee rijstroken voor beide rijrichtingen samen.

## Plaatsen langs N555
- Roisin
- Autreppe
- Fayt-le-Franc
- Athis